# 鋼鐵天空下
《鋼鐵天空下》是一套賽伯朋克主題的點擊式（Point and Click）科幻冒險遊戲，由Revolution Software開發，Virgin Interactive發行於1994年。發行的平台是MS-DOS和Amiga家用電腦。此遊戲的背景設定在一個反烏托邦的未來，玩家扮演Robert Foster，他小時候因直昇機意外而流落一個叫作「The Gap」的荒地，並由當地人扶養長大。多年後，一群來自Union City的武裝人員來到The Gap，並且強行把Robert帶回Union City。然而Robert成功逃脫，並將探索這個社會的腐敗。
《鋼鐵天空下》原本取名為《地下世界》（Underworld），由遊戲總監Charles Cecil和漫畫家Dave Gibbons合作完成，共花費40000英鎊製作。此遊戲發行時受到很好的評價，並在2009年於iOS平台上發行了重製版（名為《Beneath a Steel Sky Remastered》），重製版亦收到很好的評價。

## 外部連結
- （英文）官方網站
- （英文）《鋼鐵天空下》製作過程 （页面存档备份，存于） ，於Game Nostalgia網站